# Автомат перекосу

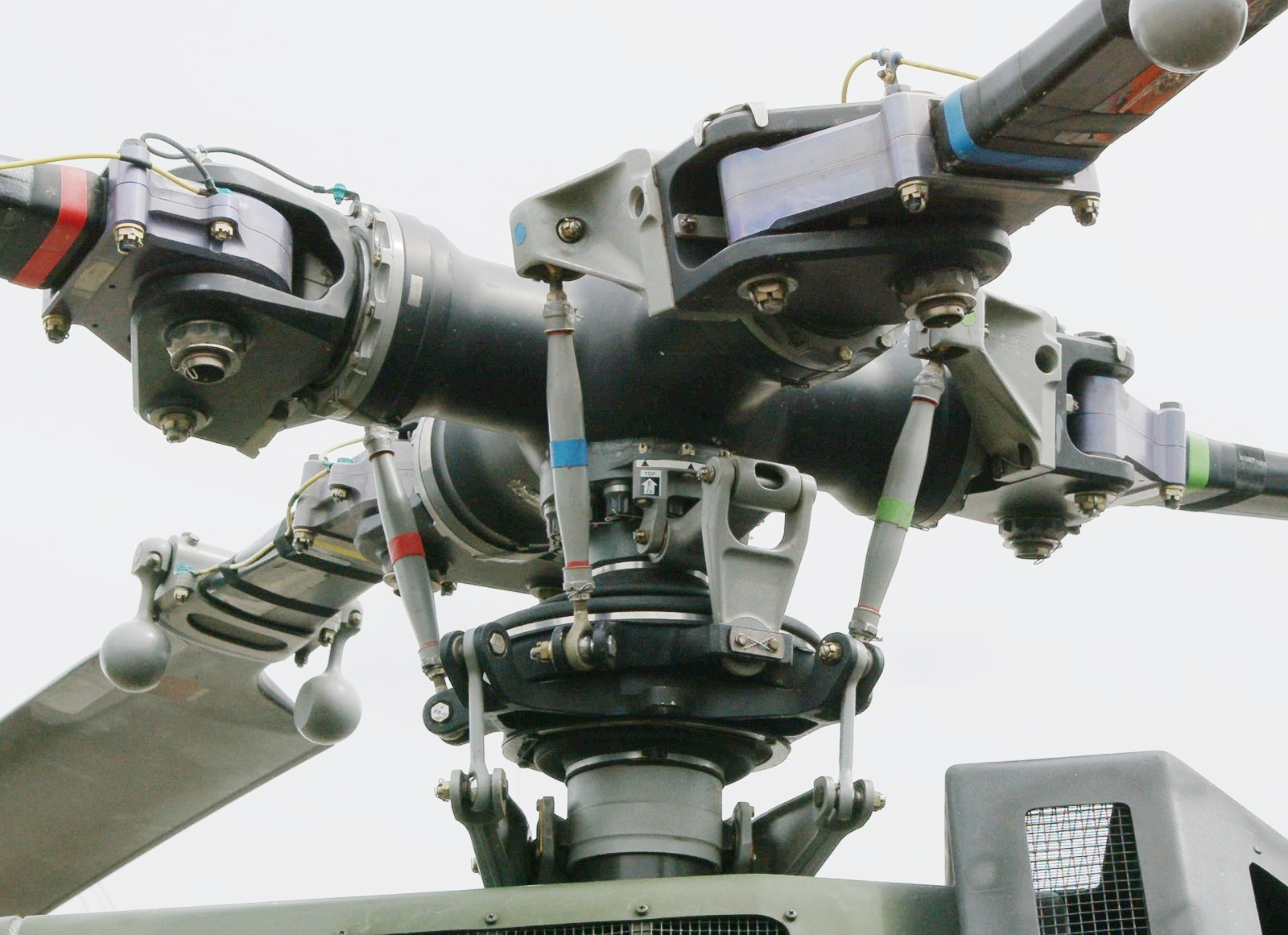
Шайба перекосу вертольота Bo—105

Автома́т переко́су, шайба перекосу (англ. Swashplate, нім. Taumelscheibe) — механізм для керування несним гвинтом гелікоптерів, автожирів та конвертопланів. Автомат перекосу робить можливим керування вертикальним переміщенням гелікоптера, а також його нахилом за креном і тангажем; для цього автомат періодично змінює кут установки кожної лопаті несного гвинта.

## Принцип роботи

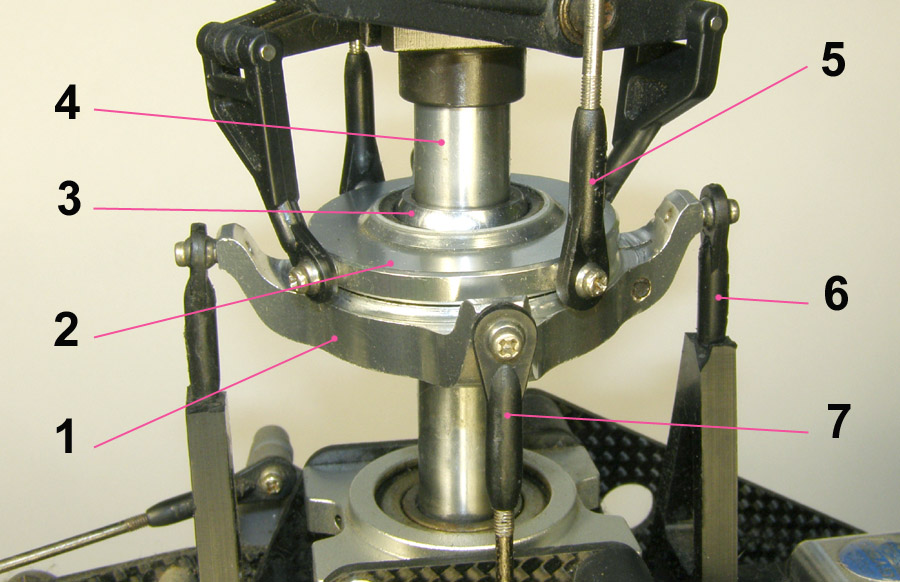
Шайба перекосу на радіокерованій моделі гелікоптера:
1. Зовнішній корпус шайби перекосу (не обертається);
2. Внутрішє кільце, обертається разом з валом ротора;
3. Кульовий шарнір (опора);
4. Вал ротора;
5. Кульовий шарнір тяги лопаті;
6. Кульовий шарнір тяги керування тангажем;
7. Тяга керування креном, також утримує зовнішній корпус від обертання.

Кожна з лопатей несного гвинта, по суті, є невеликим крилом, яке створює підйомну силу за рахунок набіжного потоку повітря. При цьому підйомна сила, яка діє на лопать, залежить від ряду факторів, зокрема від швидкості руху лопаті відносно повітря, а також її установочного кута, тобто кута між хордою лопаті та площиною обертання гвинта. Чим більшим є цей кут, тим більшу підйомну силу забезпечує лопать несного гвинта.
У більшості конструкцій оберти несного гвинта намагаються підтримувати сталими. В цьому випадку єдиною змінною величиною залишається установочний кут лопатей. При його одночасному збільшенні для всіх лопатей (тобто збільшенні загального кроку гвинта) сумарно розвинута ними підйомна сила збільшується, а при зменшенні — відповідно зменшується, що забезпечує керування рухом по вертикалі: коли тяга несного гвинта перевищує силу тяжіння, яка діє на літальний апарат, він рухається вгору, і навпаки.
Нахил гелікоптера вперед або назад (по тангажу) і вбік (по крену) досягається створенням різниці підйомних сил, що розвиваються лопатями несного гвинта при його обертанні, в залежності від того, де знаходиться лопать в кожен момент часу. Так, наприклад, для нахилу гелікоптера вперед лопаті несного гвинта збільшують свій установочний кут, проходячи над задньою частиною гелікоптера, і зменшують над передньою, що призводить до відповідної зміни їх підйомних сил. Їх різниця створює момент, який змушує гелікоптер нахилятися вперед.
Підйомна сила несного гвинта прикладена до його втулки і в загальному випадку може розглядатися як перпендикулярна до його площини. При нахилі гелікоптера в який-небудь бік ця сила перестає бути строго вертикальною, в результаті чого виникає протидіючий нахилу момент сил «підйомна сила — сила тяжіння» (остання прикладена до центра ваги гелікоптера і спрямована вертикально вниз); нахил припиниться, коли два згадані моменти взаємно скомпенсують один одного. Крім цього, при нахилі підйомна сила набуває горизонтальної складової в цьому напрямку, що використовується для керування горизонтальним рухом гелікоптера.
Описаний вище момент аеродинамічних сил, які діють на гвинт, що обертається, через гіроскопічний ефект створює додатковий прецесійний момент, який призводить до додаткового нахилу гвинта в напрямку, перпендикулярному до початкового. Для компенсації цього та інших збурень, зокрема пов'язаних з переміщенням лопатей у шарнірах, які з'єднюють їх з втулкою, в роботу автомата перекосу вводять додаткові поправки

Зображення збільшується
Шайба перекосу в нейтральному положенні: лопаті обертаються зі сталим кутом атаки
Шайба перекосу нахилена: лопаті обертаються із циклічною зміною кута атаки
Шайба перекосу піднята вгору: лопаті збільшили загальний кут атаки
- Циклічна зміна кута атаки лопатей при нахиленій шайбі перекосу

## Будова

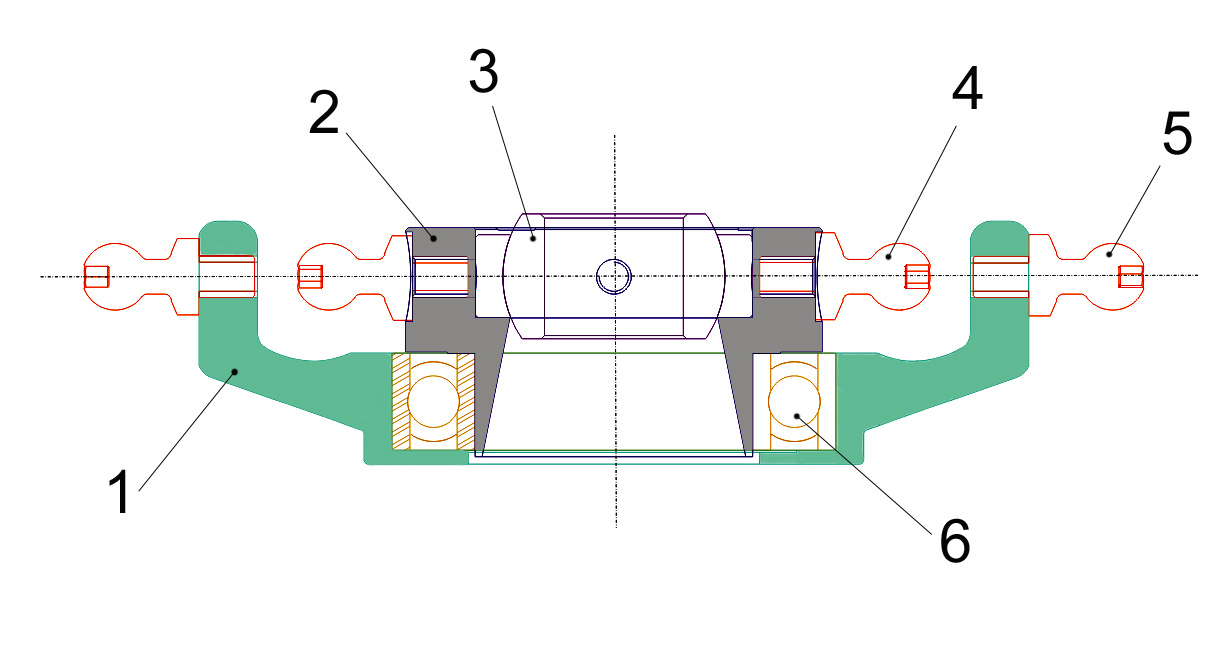
Будова шайби перекосу моделі гелікоптера:
1. Зовнішній корпус шайби перекосу (не обертається);
2. Внутрішє кільце, обертається разом з валом ротора;
3. Кульовий шарнір (опора);
4. Кульовий шарнір тяги лопаті;
5. Кульовий шарнір тяги керування нахилом шайби;
6. Вальниця кочення.

Шайба перекосу вертольота складається з двох основних частин: зовнішнього корпусу, який не обертається, та внутрішнього кільця, що обертається разом з валом ротора (лопатями). У зовнішньому корпусі знаходиться велика вальниця в якій, (в її внутрішній частині) закріплене внутрішнє кільце шайби перекосу. В середині кільця знаходиться кульовий шарнір, яким вся шайба перекосу утримується на валу ротора.
Кут установки кожної лопаті керується через тягу. Ці тяги йдуть від площини обертання лопатей вниз, де кріпляться до внутрішнього кільця автомата перекосу, яке обертається разом з лопатями, але в площині всієї шайби перекосу.
При відхиленні площини шайби перекосу відносно площини обертання гвинта гелікоптера, кут установки кожної лопаті, в процесі свого кругового руху, циклічно змінюється тягами, приєднаними до внутрішнього кільця. Зовнішнє кільце заблоковане від прокручування, і встановлене в рамки для керування поздовжнім і боковим відхиленням площини всієї шайби перекосу.
Загальний крок несного гвинта регулюється через переміщення шайби перекосу вертикально по валу. Таким чином, тяги зміщують шарніри кріплення з лопатями та змінюють кут установки кожної лопаті на однакове значення (загальний крок).